# Bob Chaperon
Robert »Bob« Chaperon, kanadski snukerist in biljardist, * 18. maj 1958.

## Kariera
Chaperonov največji dosežek kariere je bila zmaga na jakostnem turnirju British Open 1990, na katerem je v finalu porazil Alexa Higginsa z 10-8.  Leta 1990 je s kanadsko reprezentanco osvojil Svetovni pokal, v finalu so premagali severnoirsko reprezentanco. Prav tako je dvakrat postal prvak Kanade, v letih 1981 in 2000.  V 90. letih je počasi padal po svetovni jakostni lestvici, upokojil se je leta 2001. Še vedno pa sodeluje na turnirjih v Severni Ameriki. 

## Osvojeni turnirji

### Jakostni turnirji
- British Open - 1990

### Moštveni turnirji
- Svetovni pokal - 1990